# Hancock Whitney Center
Hancock Whitney Center (anteriormente conocido como One Shell Square) es un rascacielos de 51 plantas y 212,45 m (697 pies) de altura diseñado en Estilo Internacional por Skidmore, Owings and Merrill, situado en el 701 de Poydras Street en el Distrito Financiero de Nueva Orleans, Luisiana, Estados Unidos. Es el edificio más alto de la ciudad de Nueva Orleans y del estado de Louisiana. El edificio se usa principalmente para espacio de oficinas alquilable, con espacio comercial en la planta baja. El diseño del edificio es muy similar a One Shell Plaza de Houston y al Republic Plaza de  Denver, ambos diseñados por Skidmore, Owings and Merrill. Hines Interest es el promotor de One Shell Square y Lincoln Property Company. Shell Oil Company es el mayor ocupante del edificio. La ocupación actual del edificio es aproximadamente del 90 por ciento.

## Construcción y diseño
One Shell Square fue construida usando el sistema de tubos dobles, con núcleo de acero y perímetro de hormigón, y abrió sus puertas en 1972. El exterior del edificio está revestido en travertino italiano (caliza) y cristal de color bronce. Ha habido preocupación con los años sobre la integridad de la caliza durante tiempo severo como tormentas tropicales. Afortunadamente, estos temores no se materializaron durante el Huracán Katrina en agosto de 2005 y el edificio resistió la tormenta con daños mínimos, como ventanas reventadas y daños por lluvia.
En el momento de su finalización en 1972, One Shell Square era el edificio más alto en el Sudeste de Estados Unidos, sobrepasando al Wachovia Bank of Georgia Building de Atlanta. Mantuvo el título de edificio más alto del Sureste hasta 1976, cuando lo sobrepasó el Westin Peachtree Plaza de Atlanta. Fue el primer rascacielos del Sur de Estados Unidos de altura superior a 200 metros.
Hay un helipuerto (el Helipuerto de Emergencia de One Shell Square) en la azotea de la torre.

## Localización
One Shell Square está rodeado por Poydras Street en el sur, Carondelet Street en el oeste, Perdido Street en el norte, y St. Charles Avenue en el este. 
One Shell Square tiene su propio Código ZIP, el 70139, rodeado por el 70130.